# Turovljanka
Turovljanka (ryska: Туровлянка) är ett vattendrag i Belarus.   Det ligger i voblasten Vitsebsks voblast, i den norra delen av landet, 190 km nordost om huvudstaden Minsk.
I omgivningarna runt Turovljanka växer i huvudsak blandskog. Runt Turovljanka är det glesbefolkat, med 15 invånare per kvadratkilometer.